# エイヴリー・コーマン
エイヴリー・コーマン（英語: Avery Corman、1935年11月28日 - ）は、アメリカ合衆国の小説家。映画化された『クレイマー、クレイマー』、『オー!ゴッド』などで知られる。
ニューヨーク市ブロンクス区に生まれ。1956年にニューヨーク大学商学部を卒業。
1971年に処女小説『オー、ゴッド』を発表。この小説を原作とし、1977年に映画『オー!ゴッド』が製作される。3作目となる小説も『クレイマー、クレイマー』として映画化され、人気を博す。
執筆する作品は「社会問題にユーモアを交えて描く作品」と評される。

## 邦訳書籍
- 『オー、ゴッド』（小林宏明訳、サンリオ、1978年、全国書誌番号:78016095）
- 『クレイマー・クレイマー』（小林宏明訳、サンリオ、1980年、全国書誌番号:80021623）
- 『理想的な結婚の後始末』（大谷真弓訳、求龍堂、2007年、ISBN 9784763007025）